# Dama de Espadas (Tchaikovski)
Dama de Espadas (em russo: Пиковая дама; romaniz.: Pikovaya Dama) é uma ópera em três atos de Piotr Ilitch Tchaikovski com libreto de seu irmão Modest Tchaikovski, baseado no conto homônimo de Alexandre Pushkin. Estreou no Teatro Mariinski de São Petersburgo.
Era costume apresentar essa ópera sob texto em francês, com o título de Pique Dame, mas atualmente é costume apresentá-la com o texto original, em russo.
A trama gira ao redor de Herman, um oficial do exército que manipula Lisa para chegar até sua avó, a condessa, conhecida como a "Dama de Espadas", e assim poderia descobrir o segredo das três cartas. Esse segredo lhe permitiria ganhar os jogos, mas se a condessa o revelasse a mais uma pessoa, ela morreria. Herman, obsessivo por conhecer o segredo, arrisca sua carreira, o amor de Lisa, a vida da condessa e finalmente sua vida.